# Barbara Chrobak
Barbara Stanisława Chrobak z domu Kaniecka, primo voto Ciastek, secundo voto Ciastek-Zalewska (ur. 10 września 1965 w Braniewie) – polska urzędniczka, działaczka związkowa i polityk, posłanka na Sejm VIII kadencji.

## Życiorys
W 2008 ukończyła studia z administracji na Wydziale Prawa i Administracji Uniwersytetu Śląskiego, a w 2014 studia podyplomowe z analizy kryminalistycznej dokumentów na Akademii Polonijnej w Częstochowie. Podjęła pracę jako urzędniczka w jednostkach prokuratury, zatrudniona m.in. w Prokuraturze Apelacyjnej w Katowicach. Została również działaczką związkową, objęła funkcję wiceprzewodniczącej prezydium rady głównej Związku Zawodowego Prokuratorów i Pracowników Prokuratury Rzeczypospolitej Polskiej oraz przewodniczącej rady okręgowej tego związku. Założycielka Fundacji „Dobro Dziecka – Cel Najwyższy”.
W wyborach parlamentarnych w 2015 wystartowała do Sejmu w okręgu sosnowieckim z pierwszego miejsca na liście komitetu wyborczego wyborców Kukiz’15, zorganizowanego przez Pawła Kukiza. Uzyskała mandat posłanki VIII kadencji, otrzymując 8550 głosów. Została rzecznikiem dyscyplinarnym klubu poselskiego Kukiz’15, a także członkinią Komisji Administracji i Spraw Wewnętrznych oraz Komisji Sprawiedliwości i Praw Człowieka. Objęła funkcję skarbnika klubu parlamentarnego ugrupowania. W wyborach samorządowych w 2018 kandydowała na prezydenta Sosnowca, zajmując przedostatnie, 5. miejsce. W wyborach w 2019 nie uzyskała poselskiej reelekcji, otwierając okręgową listę PSL (w ramach Koalicji Polskiej).
W lutym 2020 ogłosiła przystąpienie do Solidarnej Polski (która w 2023 przemianowała się na Suwerenną Polskę). W lipcu 2020 została wybrana przez Sejm w skład Państwowej Komisji do spraw wyjaśniania przypadków czynności skierowanych przeciwko wolności seksualnej i obyczajności wobec małoletniego poniżej lat 15. Posłowie odwołali ją z tej funkcji w lipcu 2024.

## Życie prywatne
Jest mężatką, ma córkę.

## Odznaczenia
- Srebrny Krzyż Zasługi (2020)[9]